# Pang Qing
Pang Qing (em chinês simplificado: 庞清; em chinês tradicional: 龐清; em pinyin: Páng Qīng; Harbin, Heilongjiang, 24 de dezembro de 1979) é uma ex-patinadora artística chinesa que compete em competições de duplas. Ela conquistou uma medalha de prata olímpica em 2010 ao lado de Tong Jian.

## Principais resultados

### Com Tong Jian
| Resultados                                                             | Resultados       | Resultados       | Resultados       | Resultados      | Resultados       | Resultados       | Resultados        | Resultados        | Resultados        | Resultados       | Resultados       | Resultados        | Resultados        | Resultados       | Resultados        | Resultados    | Resultados        | Resultados        | Resultados        |
| Internacional                                                          | Internacional    | Internacional    | Internacional    | Internacional   | Internacional    | Internacional    | Internacional     | Internacional     | Internacional     | Internacional    | Internacional    | Internacional     | Internacional     | Internacional    | Internacional     | Internacional | Internacional     | Internacional     | Internacional     |
| Evento/Temporada                                                       | 1996– 1997       | 1997– 1998       | 1998– 1999       | 1999– 2000      | 2000– 2001       | 2001– 2002       | 2002– 2003        | 2003– 2004        | 2004– 2005        | 2005– 2006       | 2006– 2007       | 2007– 2008        | 2008– 2009        | 2009– 2010       | 2010– 2011        | 2011– 2012    | 2012– 2013        | 2013– 2014        | 2014– 2015        |
| ---------------------------------------------------------------------- | ---------------- | ---------------- | ---------------- | --------------- | ---------------- | ---------------- | ----------------- | ----------------- | ----------------- | ---------------- | ---------------- | ----------------- | ----------------- | ---------------- | ----------------- | ------------- | ----------------- | ----------------- | ----------------- |
| Jogos Olímpicos                                                        |                  |                  |                  |                 |                  | 9.ª              |                   |                   |                   | 4.ª              |                  |                   |                   | Medalha de prata |                   |               |                   | 4.ª               |                   |
| Campeonato Mundial                                                     |                  |                  | 14.ª             | 15.ª            | 10.ª             | 5.ª              | 4.ª               | Medalha de bronze | 4.ª               | Medalha de ouro  | Medalha de prata | 5.ª               | 4.ª               | Medalha de ouro  | Medalha de bronze | 4.ª           | 5.ª               |                   | Medalha de bronze |
| C. dos Quatro Continentes                                              |                  |                  | 5.ª              | 5.ª             | 4.ª              | Medalha de ouro  | Medalha de prata  | Medalha de ouro   | Medalha de prata  |                  | Medalha de prata | Medalha de ouro   | Medalha de ouro   |                  | Medalha de ouro   |               |                   |                   | Medalha de bronze |
| GP Grand Prix Final                                                    |                  |                  |                  |                 |                  |                  |                   | 5.ª               | Medalha de bronze | 6.ª              |                  | Medalha de bronze | Medalha de ouro   | Medalha de prata | Medalha de prata  |               | Medalha de bronze | Medalha de bronze |                   |
| GP Cup of China                                                        |                  |                  |                  |                 |                  |                  |                   |                   |                   | Medalha de prata | Medalha de prata | Medalha de ouro   | Medalha de bronze |                  | Medalha de ouro   |               | Medalha de ouro   | Medalha de prata  |                   |
| GP NHK Trophy                                                          |                  |                  |                  |                 | 4.ª              | 5.ª              |                   |                   | Medalha de prata  |                  |                  |                   | Medalha de ouro   | Medalha de ouro  | Medalha de ouro   |               |                   |                   |                   |
| GP Rostelecom Cup                                                      |                  |                  |                  | 5.ª             |                  |                  |                   | Medalha de prata  |                   |                  |                  |                   |                   | Medalha de ouro  |                   |               |                   |                   |                   |
| GP Skate America                                                       |                  |                  |                  |                 |                  |                  | Medalha de bronze | Medalha de ouro   |                   |                  |                  | Medalha de prata  |                   |                  |                   |               | Medalha de prata  |                   |                   |
| GP Skate Canada Int.                                                   |                  |                  |                  | 4.ª             | 5.ª              | 4.ª              | Medalha de prata  |                   | Medalha de prata  |                  |                  |                   |                   |                  |                   |               |                   |                   |                   |
| GP Trophée Éric Bompard                                                |                  |                  |                  |                 | 6.ª              |                  | Medalha de bronze |                   | Medalha de bronze | Medalha de prata |                  | Medalha de prata  |                   |                  |                   |               |                   | Medalha de ouro   |                   |
| Jogos Asiáticos                                                        |                  |                  |                  |                 |                  |                  |                   |                   |                   |                  | Medalha de prata |                   |                   |                  | Medalha de ouro   |               |                   |                   |                   |
| Universíada                                                            |                  |                  | Medalha de prata |                 |                  |                  |                   |                   |                   |                  |                  |                   |                   |                  |                   |               |                   |                   |                   |
| Internacional – Júnior                                                 |                  |                  |                  |                 |                  |                  |                   |                   |                   |                  |                  |                   |                   |                  |                   |               |                   |                   |                   |
| Campeonato Mundial Júnior                                              | 14.ª             | 9.ª              | 8.ª              |                 |                  |                  |                   |                   |                   |                  |                  |                   |                   |                  |                   |               |                   |                   |                   |
| Nacional                                                               |                  |                  |                  |                 |                  |                  |                   |                   |                   |                  |                  |                   |                   |                  |                   |               |                   |                   |                   |
| Campeonato Chinês                                                      | Medalha de prata | Medalha de prata | Medalha de prata | Medalha de ouro | Medalha de prata | Medalha de prata |                   | Medalha de ouro   |                   |                  | Medalha de ouro  | Medalha de ouro   |                   |                  |                   |               |                   |                   |                   |
|                                                                        |                  |                  |                  |                 |                  |                  |                   |                   |                   |                  |                  |                   |                   |                  |                   |               |                   |                   |                   |
| Legenda: GP = Grand Prix; Competição não foi disputada nesta temporada |                  |                  |                  |                 |                  |                  |                   |                   |                   |                  |                  |                   |                   |                  |                   |               |                   |                   |                   |